# Вар Джабі
Вар Джабі (Діабі) (*д/н — 1040/1041) — вар (володар) держави Текрур в 1030—1040/1041 роках.

## Життєпис
Походив з династії Манна. Ймовірно належав до молодшого покоління, не маючи прав на трон. За допомогою військ, наданих альморавідським шейхом Абдаллахом ібн Ясіном близько 1030 року вчинив заколот проти батька Вар Рабі, захопивши владу.
Впровадив іслам, зокрема норми шаріату. за цим оголосив джихад сусіднім племенам, що сповідували анімізм. З арабськиз джерел відоме про запеклу боротьбу проти держави Сілла на сході, за якою розташовувалася імперія Вагаду. В результаті розширив територію Текрура. Разом з тим племена серрер, що небажали навертатися до ісламу, вимушені були мігрувати на південь до річки Гамбія. Також вдалося звільнитися від влади імперії Вагаду, відбивши атаки гани Рійо.
Помер у 1040 або 1041 році. Йому спадкував син Вар Лабі.